# Patrick Wolf (calciatore)
Patrick Wolf (Graz, 4 maggio 1981) è un calciatore austriaco, centrocampista del Frohnleiten.